# Joan Luschner
Joan Luschner (Lichtenberg, Alemanya, segle XV - Barcelona, al voltant de 1512) va ser un impressor d’origen alemany, actiu a Barcelona entre el 1495 i el 1505.
D’origen alemany, començà en la professió en companyia d'altres editors alemanys, entre els quals Joan Rosembach. El 1498 s'independitzà, i entre els anys 1499 i 1500, va ser al taller d’impremta de l'Abadia de Montserrat, després que l'abad Garcia Cisneros introduís a començaments de 1499 la impremta a Montserrat. Allà, va tenir entre mans l'edició de Liber meditationum vitae Domini nostri Iesu Christi. Edità obres de Roís de Corella, Eiximenis, Antoni Amiguet, entre molts altres. Així, la primera obra impresa per Luschner al segle xvi –de la qual se'n conserven dos exemplars incomplets, sense portada, i amb la data al colofó: 16 de maig de 1501– és Scala Dei de Francesc Eiximenis, escrita en català. En català, també, va imprimir un llibre del Consolat de Mar, les actes de les constitucions de la quarta Cort de Catalunya del 1503; i dos tractats, un llibre de medicina –amb edició d’Antoni Amiguet– del metge Guy de Chauliac; i un d’ensenyament d’ortografia catalana, l’Art i stil per a escriure totes persones del lleidatà Tomàs de Perpenyà. D’entre els clàssics, publicà la traducció llatina de Leonardus Brunus Aretinus de l’Opus de moribus d'Aristòtil. Els seus impresos foren finançats per diversos llibreters. També va treballar al servei de la Generalitat i de l’Estudi general. La seva obra més acurada fou el Directorium inquisitorum, de Nicolau Eimeric publicada el 1503.